# NGC 711
NGC 711 é uma galáxia lenticular (S0) localizada na direcção da constelação de Aries. Possui uma declinação de +17° 30' 47" e uma ascensão recta de 1 horas, 52 minutos e 27,7 segundos.
A galáxia NGC 711 foi descoberta em 4 de Novembro de 1881 por Édouard Jean-Marie Stephan.